# Zi lunară
O zi lunară este perioada de timp în care Luna Terrei realizează o rotație în jurul axei sale în raport cu Soarele. Datorită rotației sincrone, este – de asemenea – timpul necesar Lunii pentru a realiza o orbită în jurul Pământului și a reveni la aceeași fază. O lună lunară este perioada dintre două luni noi. O lună lunară durează aproximativ 29,5 zile solare pe Pământ. 
În raport cu stelele fixe din sfera cerească, Luna are nevoie de 27 de zile, 7 ore, 43 minute și 12 secunde pentru a încheia o perioadă sinodică; cu toate acestea, deoarece sistemul Pământ–Lună avansează în jurul Soarelui în același timp, Luna trebuie să călătorească mai mult pentru a reveni la aceeași fază. În medie, această perioadă sinodică durează 29 de zile, 12 ore, 44 de minute și 3 secunde. Aceasta este o valoare medie, deoarece viteza sistemului Pământ–Lună în jurul Soarelui variază ușor în cursul unui an, datorită excentricității orbitei sale eliptice, a variațiilor de viteza orbitală și a unui număr de alte variații periodice și evolutive legate de relația observată – valori medii care sunt influențate de perturbațiile gravitaționale ale Soarelui și ale altor corpuri din Sistemul solar. 
Ca urmare, lumina zilei pe un punct dat pe Lună ar dura aproximativ două săptămâni de la început până la sfârșit, urmată de aproximativ două săptămâni de noapte. 

## Utilizare alternativă
- Termenul de zi lunară se poate referi – de asemenea – la perioada dintre două răsărituri lunare sau culminații într-un loc dat pe Pământ. Această perioadă este de obicei cu aproximativ 50 de minute mai lungă decât o zi a Pământului (de 24 de ore), deoarece Luna orbitează Pământul în aceeași direcție cu rotația axială a Pământului.[2]
- Termenul zi lunară este – de asemenea – folosit în contextul nopții și al zilei, adică opus nopții lunare. Acest lucru este obișnuit în discuțiile despre diferența uriașă a temperaturilor, cum ar fi discuțiile despre misiunile „Luna” ale Uniunii Sovietice, care au fost concepute pentru a supraviețui unei zile lunare (două săptămâni  pământești).[3]

### Calendare lunare
În unele calendare lunare (cum ar fi calendarul hindus), o zi lunară (sau tithi) este definită ca 1/30 din luna lunară sau timpul necesar pentru ca unghiul longitudinal dintre Lună și Soare să crească cu 12 grade. Prin această definiție, zilele lunare variază în general în durată. 

## Vezi și
- Calendarul lunisolar

## Legături externe
- Lunar days and other lunar data for many different cities. Lunarium.co.uk.
- Lunar Standard Time (LST) Arhivat în 14 noiembrie 2017, la Wayback Machine. lunarclock.org.